# サッカーにおけるデンマークとスウェーデンのライバル対決
本項目では、サッカーにおけるデンマーク代表とスウェーデン代表の対戦を取り上げる。この北欧の二国間の対戦が初めて行われたのは1913年であり、FIFAワールドカップやUEFA欧州選手権など主要な国際大会での対戦はめったにないものの、以降いくつかの見応えのある試合や議論の余地のある試合は多くのサポーターを惹きつけている。

## 記憶に残る対戦

### UEFA EURO 2004 グループリーグ
UEFA EURO 2004本大会グループリーグ第3節では、UEFA EURO '92本大会グループリーグ以来初めて公式大会で両チームが顔を合わせた。親善試合なども含めれば2000年4月以来となる対戦だった。第2節終了時点ではスウェーデンとデンマークが勝ち点4で並び、イタリアが勝ち点2で追いかける展開だった。イタリアは第3節のブルガリア戦に勝利すれば勝ち点5となり、スウェーデンとデンマークが引き分けてイタリア同様に勝ち点5とならない限り決勝トーナメント進出が決まるが、もし3か国が勝ち点5で並んだ場合は3か国間の成績で順位が決められることになっていた。スウェーデンはイタリアに1-1で、デンマークはイタリアに0-0で引き分けていたため、スウェーデンとデンマークの試合が引き分けに終わった場合の順位表は以下のようになる。
- スウェーデン 0-0 デンマーク - スウェーデンとイタリアが1位または2位で決勝トーナメント進出
- スウェーデン 1-1 デンマーク - スウェーデンが1位で、デンマークまたはイタリアが2位で決勝トーナメント進出
- スウェーデン 2-2 デンマーク - スウェーデンが1位で、デンマークが2位で決勝トーナメント進出

（両チームが3得点以上しての引き分けは2-2の場合と同じ）
試合は28分にデンマークのヨン・ダール・トマソンが先制点を決め、その直後にスウェーデンのヘンリク・ラーションがPKで同点ゴールを決めた。66分にはトマソンが再び得点してスウェーデンを突き放したが、その数分後にはスウェーデンのマティアス・ヨンソンが得点して2-2に追いついた。一方、イタリア対ブルガリアの試合はイタリアがロスタイムの得点で2-1で勝利し、スウェーデン、デンマーク、イタリアが勝ち点5で並んだが、得点数によりスウェーデンとデンマークの決勝トーナメント進出が決まり、イタリアのグループリーグ敗退が決まった。この結果はイタリア国内で大騒動となり、GKジャンルイジ・ブッフォンとイタリアサッカー連盟のフランコ・カラッロ会長は北欧同士の対戦に八百長があったのではないかと抗議した。しかし、イタリアのジョバンニ・トラパットーニ監督は協会に対して結果に抗議すべきではないと訴えた。なお、欧州サッカー連盟(UEFA)はこの件の調査を行っていない。

### UEFA EURO 2008予選
UEFA EURO 2008予選でも両チームは同組となり対戦した。最初の試合は2007年6月にデンマークのコペンハーゲンで行われ、前半はヨハン・エルマンデルの2得点とペテル・ハンソンの1得点でスウェーデン代表が3-0とリードした。しかし驚くことに、後半にはダニエル・アッゲルとヨン・ダール・トマソンとレオン・アンドレアセンの得点でデンマーク代表が3-3と盛り返した。試合終了間際の89分、デンマークのクリスティアン・ポウルセンがスウェーデンのマルクス・ローゼンベリの腹を殴り、ドイツ人のヒルバート・ファンデル主審はC・ポウルセンにレッドカードを提示して退場処分とし、スウェーデンにPKを与えた。PKが蹴られる前、デンマークのサポーターがグラウンド内に走って侵入し、ファンデル主審を殴ろうとしたが、デンマークのミカエル・グラフガールド(Michael Gravgaard)に制止させられた。ファンデル主審は試合を中止し、結果はスウェーデンの3-0の勝利扱いとし、デンマークには続く2試合の予選をコペンハーゲンから少なくとも140km離れた地点で行わなければならないとする決定を下した。
両チームは同年9月8日にスウェーデンのストックホルムで対戦し、今度はスコアレスドローに終わった。スウェーデンはスペインに次ぐグループ2位で本大会出場を決め、デンマークはスウェーデンと勝ち点6差のグループ3位でグループリーグ敗退に終わった。

### 2010 FIFAワールドカップ・ヨーロッパ予選
両チームは2010 FIFAワールドカップ・ヨーロッパ予選でも同組となった。2009年6月6日にスウェーデンのソルナで行われた試合はデンマークが1-0で勝利し、1996年以来初めてデンマークがスウェーデンに勝利した。試合序盤にはスウェーデンのキム・シェルストレームがPKを蹴ったがデンマークのトーマス・セーレンセンに止められている。22分にスウェーデンのミカエル・ニルソンがミスを犯し、デンマークのトーマス・カーレンベリが決勝点を決めた。
2009年10月10日にデンマークで行われた試合は、3年前のファン暴動時と同じパルケン・スタディオンが用いられた。スウェーデンは2度もゴールネットを揺らしたが、2度ともオフサイドの判定で取り消された。78分にデンマークのヤコブ・ポウルセンが決勝点を決め、デンマークが1-0で勝利した。デンマークはグループ首位で本大会出場を決め、スウェーデンは2位のポルトガルに勝ち点1差の3位で欧州プレーオフ出場を逃した。

## 統計
| 大会                         | 試合数 | デンマーク 勝利 | 引き分け | スウェーデン 勝利 | デンマーク 得点 | スウェーデン 得点 |
| ---------------------------- | ------ | --------------- | -------- | ----------------- | --------------- | ----------------- |
| FIFAワールドカップ           | 0      | 0               | 0        | 0                 | 0               | 0                 |
| FIFAワールドカップ 欧州予選  | 2      | 2               | 0        | 0                 | 2               | 0                 |
| UEFA欧州選手権               | 2      | 0               | 1        | 1                 | 2               | 3                 |
| UEFA欧州選手権 予選          | 4      | 0               | 2        | 2                 | 6               | 7                 |
| 夏季オリンピック             | 1      | 0               | 0        | 1                 | 2               | 4                 |
| ノルディック・サッカー選手権 | 49     | 15              | 9        | 25                | 78              | 104               |
| 非公式試合                   | 4      | 1               | 0        | 3                 | 7               | 12                |
| 親善試合                     | 45     | 23              | 8        | 14                | 80              | 56                |
| 年代                         | 試合数 | デンマーク 勝利 | 引き分け | スウェーデン 勝利 | デンマーク 得点 | スウェーデン 得点 |
| 1910年代                     | 12     | 9               | 1        | 2                 | 35              | 10                |
| 1920年代                     | 10     | 5               | 2        | 3                 | 17              | 10                |
| 1930年代                     | 10     | 5               | 0        | 5                 | 24              | 24                |
| 1940年代                     | 17     | 4               | 4        | 9                 | 30              | 45                |
| 1950年代                     | 11     | 1               | 3        | 7                 | 18              | 35                |
| 1960年代                     | 10     | 1               | 2        | 7                 | 18              | 35                |
| 1970年代                     | 11     | 3               | 3        | 5                 | 11              | 16                |
| 1980年代                     | 8      | 5               | 1        | 2                 | 13              | 7                 |
| 1990年代                     | 6      | 3               | 0        | 3                 | 3               | 8                 |
| 2000年代                     | 6      | 2               | 2        | 2                 | 4               | 6                 |
| 2010年代                     | 5      | 2               | 2        | 1                 | 6               | 4                 |
| 2020年代                     | 1      | 1               | 0        | 0                 | 2               | 0                 |
| 場所                         | 試合数 | デンマーク 勝利 | 引き分け | スウェーデン 勝利 | デンマーク 得点 | スウェーデン 得点 |
| デンマーク国内               | 50     | 24              | 8        | 18                | 99              | 81                |
| スウェーデン国内             | 54     | 17              | 11       | 26                | 71              | 97                |
| 中立地                       | 3      | 0               | 1        | 2                 | 4               | 8                 |
| 通算                         | 107    | 41              | 20       | 46                | 174             | 186               |